# Staffan Kihlbom
Staffan Kihlbom Thor, född Per Staffan Kihlbom 23 januari 1964 i Vallentuna, är en svensk skådespelare och regissör.
Kihlbom gick ut Kulturama 1989 och Teaterhögskolan i Stockholm 1992. Han har främst medverkat i en mängd filmer och tv-serier som till exempel som "Felix" i Vita lögner (1998–1999), Skilda världar (1998–1999) och amerikanska The Beach (2000). Han har också regisserat ett flertal tv-serier och underhållningsprogram för svenska tv-kanaler. Han har även regisserat för teater, såsom Sprängd anka av David Mamet på Teater Pero 1997.

## Filmografi
- 1989 – 1939
- 1993 – Tala! Det är så mörkt
- 1994 – Bara du & jag
- 1995 – Alfred
- 1995 – Snoken (TV-serie)
- 1995 – Sommaren
- 1995 – Stannar du så springer jag
- 1995 – Sweet Home Blues
- 1996 – Euroboy
- 1996 – Zonen (TV-serie)
- 1997 – Emma åklagare (TV-serie)
- 1997 – Svensson Svensson - filmen
- 1997 – Under ytan
- 1998 – Drakresan
- 1998 – Skilda världar (TV-serie) (till och med 1999)
- 1998 – Vita lögner (TV-serie) (till och med 1999)
- 2000 – Ballen i ögat
- 2000 – The Beach
- 2000 – Fem gånger Storm (TV-serie)
- 2001 – Leva livet
- 2002 – Hon
- 2004 – Kommissarie Winter (TV-serie)
- 2005 – Kommissionen (TV-serie)
- 2006 – Beck – Flickan i jordkällaren
- 2006 – Kvarteret Skatan (TV-serie)
- 2006 – Legion
- 2006 – Nisse Hults historiska snedsteg (TV-serie)
- 2006 – Vakuum
- 2007 – Isprinsessan
- 2010 – Drottningoffret (TV-serie)
- 2011 – Arne Dahl: Misterioso
- 2012 – Arne Dahl: Ont blod
- 2013 – Wallander – Mordbrännaren
- 2015 – Blå ögon (TV-serie)
- 2017 – Kommissarien och havet (TV-serie)
- 2017 – Agenterna (TV-serie)
- 2018 – Maria Wern (TV-serie)
- 2021 – Max Anger – With One Eye Open (TV-serie)

## Filmregi
- 2013 – Energina (TV-serie)
- 2014 – Äntligen helg (TV-serie)
- 2015 – Partaj (Kanal 5) (TV-serie)
- 2017 – Agenterna (TV-serie)
- 2018 – En liten tjänst (kortfilm; även manus)
- 2020 – Spooky's (TV-serie)